# Jumo
Jumo — социальная сеть и веб-сайт, запущенный 30 ноября 2010 года. Цель проекта — проиндексировать благотворительные организации, так чтобы люди могли их находить и оценивать. Сеть Jumo основал Крис Хьюз, сооснователь социальной сети Facebook. 17 августа 2011 года он объявил о слиянии Jumo с компанией GOOD, предоставляющей интернет-платформу для социального участия в дополнение к издаваемому журналу.

## Приобретение
17 августа 2011 года представители Jumo объявили, что платформа была выкуплена Good Worldwide, издательской и медиакомпанией со штаб-квартирой в Лос-Анджелесе. В блоге компании говорится, что целью сделки является «создание мощной платформы для онлайн-контента и социальной активности». Считается, что одной из причин приобретения стало то, что платформа Jumo не получала ожидаемого уровня пользовательского трафика.

## Открытый исходный код
Спустя два месяца после сделки, Jumo объявила о публикации всей своей кодовой базы в общественное достояние 5 октября 2011 года. При этом компания заявила, что «сообщество будет иметь доступ к функциональным возможностям, которые позволят пользователям создавать и курировать контент и координировать действия вокруг более чем 250 проблемных областей, от торговли людьми до детского ожирения».